# Sika (Rõuge)
Sika es una aldea del municipio de Rõuge, situado en el condado de Võru, Estonia. Según el censo de 2021, tiene una población de 7 habitantes.